# Bleve

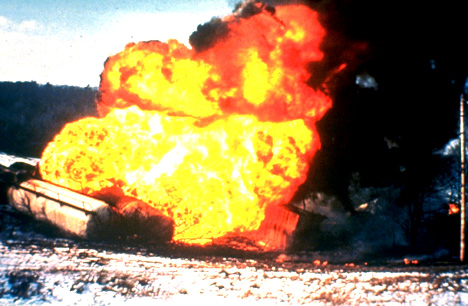
Een bleve bij een tankwagen.

Een bleve, uitgesproken als blevvie, is een afkorting voor "boiling liquid expanding vapour explosion" (kokendevloeistof-gasexpansie-explosie). Dit is een soort explosie die kan voorkomen als een houder (tank) met een vloeistof onder druk openscheurt.
Een bleve kan voorkomen bij een houder die gevuld is met een stof die onder atmosferische omstandigheden en temperatuur een gas is maar op lagere temperatuur of op hogere druk een vloeistof, zoals lpg. De houder bevat dan een laag vloeistof met een laag gas erboven. Er is in de wetenschap onenigheid over of een bleve ook kan optreden bij lng.

## Explosie door beschadiging van het vat
Een houder kan openscheuren door bijvoorbeeld corrosie, metaalmoeheid of een andere invloed van buitenaf. 
Door de opening in de houder kan een deel van het gas relatief snel ontsnappen (de hoeveelheid gas in een gevulde houder is meestal vrij beperkt). Door de snelle decompressie zal de vloeistof onmiddellijk en zeer heftig gaan koken waardoor grote hoeveelheden gas vrijkomen. Hierdoor stijgt de druk in de houder zeer snel tot een extreem hoog niveau. 
Door deze hoge druk zal een tweede drukgolf de houder verlaten maar kan de houder het ook onder explosieve omstandigheden begeven. Hierbij kunnen delen van de houder of zelfs de hele houder over een grote afstand weggeslingerd worden.
Voor een bleve is geen brandbare vloeistof of gas nodig, het is in dat geval ook geen chemische explosie. Als de stof echter wel brandbaar is, dan is het erg waarschijnlijk dat de vrijgekomen stof, zeker in de tweede drukgolf, tot ontbranding zal komen met een (zeer grote) vuurbal als gevolg. Als de stof giftig of zelfs radioactief is, zal een groot gebied besmet worden.

## Verhitting van buitenaf
Wanneer een tank met bijvoorbeeld lpg wordt blootgesteld aan vuur, zal de tank verwarmd worden. In het begin (bij een volle tank) wordt de toegevoerde warmte benut om de vloeistof in de tank te verdampen (koken). Doordat voor het verdampen van de vloeistof veel energie nodig is, houdt de kokende vloeistof de wand van de tank (nog) relatief koel. Wel zal de gevormde damp de inwendige druk doen stijgen. Wanneer de druk hoger wordt dan de instelwaarde van het overdrukventiel, zal die gas gaan afblazen. In de meeste gevallen zal deze uitgeblazen gasstroom vlam vatten, waardoor de tank ook van bovenaf verhit wordt door de jetbrand, en er nog snellere verzwakking van de tank optreedt. Een overdrukventiel zal in een brandsituatie niet voldoende gas laten ontsnappen om de drukopbouw voldoende te verminderen en leidt meestal tot een escalatie van het incident.
Naarmate de tank langer blootgesteld staat aan het vuur, zal er meer en meer vloeistof verdampen en het vloeistofniveau in de tank dalen. Dit betekent dat een groter deel van de tankwand niet meer gekoeld wordt door de kokende vloeistof, met als resultaat dat de metalen wand warmer wordt. Het warmer worden van het metaal heeft tot gevolg dat de mechanische sterkte van het metaal afneemt. Uiteindelijk bezwijkt de tank doordat deze niet langer bestand is tegen de inwendige druk. Door het bezwijken van de tank daalt de druk en daarmee ook het kookpunt van de vloeistof. Er zal dan ook plotseling een grote hoeveelheid damp gevormd worden die door het omringende vuur ontstoken zal worden. Het ontsteken van een dergelijke grote hoeveelheid damp gaat gepaard met een grote vuurbal die een groot vernietigend effect heeft in de directe omgeving. Dit wordt een "warme bleve" genoemd.

## Ongevallen
Grote industriële bleves zijn onder andere voorgekomen in 
- 1966 in Feyzin in Frankrijk
- 1973 in Kingman, Arizona in de Verenigde Staten
- 1984 in San Juan Ixhuatepec in Mexico